# Earl Simpson
Earl Simpson (30 de octubre de 2000) es un futbolista jamaicano que juega en la demarcación de delantero para el Arnett Gardens FC de la Liga Premier Nacional de Jamaica.

## Selección nacional
Hizo su debut con la selección de fútbol de Jamaica en un partido amistoso contra Catar que finalizó con un resultado de empate a uno tras un gol de Khalid Muneer para Catar, y de Jourdaine Fletcher para Jamaica.

## Clubes
| Club              | País    | Año   | Partidos | Goles |
| ----------------- | ------- | ----- | -------- | ----- |
| Arnett Gardens FC | Jamaica | 2021- | 48       | 3     |